# Aranlı (Imishli)
Aranlı è un comune dell'Azerbaigian situato nel distretto di İmişli. Conta una popolazione di 3.626 abitanti.